# Hirstionyssidae
Hirstionyssidae es una familia de ácaros perteneciente al orden Mesostigmata.

## Géneros
- Ancoranyssus Evans & Fain, 1968
- Hirstionyssus Fonseca, 1948
- Pseudancoranyssus A.Fain, 1991
- Thadeua Domrow, 1977
- Trichosurolaelaps Womersley, 1956